# Lothar Friedrich von Nalbach

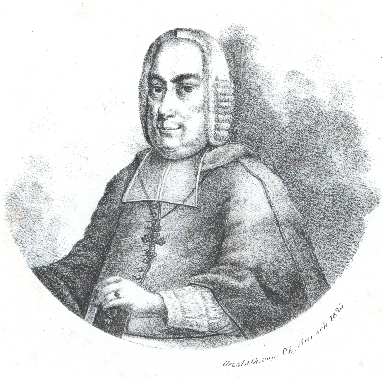
Lothar Friedrich von Nalbach

Lothar Friedrich von Nalbach (* 24. Mai 1691 in Trier; † 11. Mai 1748 ebenda) war Weihbischof in Trier und Diplomat am französischen Königshof.

## Leben
Von Nalbach empfing am 11. April 1719 die Priesterweihe. Er wirkte als Professor an der juristischen Fakultät der Universität Trier und als Dechant des Stiftes St. Simeon zu Trier.  
Am 2. Oktober 1730 wurde er zum Titularbischof von Emmaus und Weihbischof in Trier ernannt. Die Bischofsweihe spendete ihm der Trierer Erzbischof Franz Georg von Schönborn am 31. Dezember desselben Jahres. Von Nalbach wirkte auch als Diplomat am französischen Königshof.
Er starb 1748 und wurde in der Stiftskirche St. Simeon in Trier beigesetzt.